# Gynoplistia bella
Gynoplistia bella là một loài ruồi trong họ Limoniidae. Chúng phân bố ở miền Australasia.